# Marina de Escobar
Marina de Escobar (Valladolid, 8 de febrer de 1554 — 9 de juny de 1633) va ésser una laica castellana, fundadora de la branca castellana de l'Orde de les Brigidines. Ha estat proclamada venerable per l'Església Catòlica Romana.

## Biografia
Era filla de Yago de Escobar, professor de dret civil i canònic i governador d'Osuna, i de Margarita Montaña de Montserrat, filla del metge de l'Emperador Carles V. Molt devota, va voler fer-se carmelita descalça, però la mateixa Teresa de Jesús li va dir que seria més útil fora del convent, fent obres de caritat a la ciutat. Fins als 45 anys va dedicar la seva vida a perfeccionar la seva espiritualitat, amb la guia espiritual del prevere jesuïta Luis de la Puente, vivint lliurada a la pregària, la penitència i la caritat. Als cinquanta anys, la contínua mortificació li va afectar la salut i va haver de restar al llit durant la resta de la seva vida. Va ésser coneguda per les seves experiències místiques: aparicions, revelacions, profecies, etc., que va descriure després en un llibre que va dictar i va ésser editat per Luis de la Puente quan ella va morir amb el títol  Vida maravillosa de la Venerable virgen doña Marina de Escobar. L'estil de l'obra és fresc i àgil, ingenu i simple, amb visions pintoresques i imaginatives.
Va morir el 9 de juny de 1633.

### Fundació de la branca brigidina
Mai va ingressar en cap orde religiós, però va fundar el convent de Santa Brígida a Valladolid, on establí una comunitat de l'Orde del Santíssim Salvador, fundada per santa Brígida de Suècia i desconeguda a Espanya. Segons ella mateixa, havia estat una revelació mística, que la induí a introduir l'orde restituint-hi l'observança de la regla primitiva. Amb l'ajut de Luis de la Puente va fundar aquesta branca diferenciada de l'orde, que es va expandir per Castella, el País Basc i Hispanoamèrica, anomenada branca hispànica o espanyola. El 10 de novembre de 1629, Urbà VIII va aprovar la fundació amb el breu Ex incumbentis nobis, que va començar a funcionar en 1633.
El convent va començar a funcionar en 1637 quan la fundadora ja havia mort, instal·lant-se al palau del marquès de Fundado. L'església es va construir en 1668 i es consagrà el 1696.

## Veneració
El mateix Luis de la Puente va publicar una biografia de la monja a Madrid, en 1664, amb una continuació de 1673, que van ésser traduïdes al llatí i l'alemany. La fundadora és enterrada a l'església del monestir de Valladolid.